# Ројал (Илиноис)
Ројал (енгл. Royal) град је у америчкој савезној држави Илиноис.

## Демографија
По попису из 2010. године број становника је 293, што је 14 (5,0%) становника више него 2000. године.
|                   | 2010.        | 2000.        |
| Укупно            | 293 (100,0%) | 279 (100,0%) |
| Белци             | 289 (98,63%) | 279 (100,0%) |
| Хиспаноамериканци | 4 (1,365%)   | 0 (0,000%)   |
| Афроамериканци    | 0 (0,000%)   | 0 (0,000%)   |
| Азијати           | 0 (0,000%)   | 0 (0,000%)   |